# Protestas en Yibuti de 2011
Las protestas en Yibuti de 2011 son una serie de manifestaciones populares iniciadas el 18 de febrero de 2011 en Yibuti. La principal exigencia de los manifestantes es la dimisión del presidente Ismail Omar Guelleh. De la primera protesta habrían participado unas 30 mil personas.  Las marchas se enmarcan en el contexto general de movilización que afectó al mundo árabe entre fines de 2010 y comienzos de 2011, sobre todo a partir del triunfo de la revolución tunecina.

## Contexto político
La influencia de las revoluciones exitosas en Egipto y Túnez parecen haber incidido fuertemente en las movilizaciones, cuya demanda central es la dimisión del presidente Guelleh, quién gobierna desde 1999. La oposición acusa a Guelleh de pretender aspirar a un tercer mandato de manera inconstitucional. Y aunque en 2010, el gobierno reformó la Constitución precisamente para permitir una segunda reelección, los opositores señalan que esas modificaciones fueron aprobados por un parlamento que sólo cuenta con miembros del oficialismo.

## Contexto económico
La economía del país gira en torno a las bases militares establecidas en su territorio (una de Francia y otra de EE.UU) y al comercio con Etiopía. En los últimos años, a pesar de exhibir un sostenido crecimiento económico, la situación social de la mayoría de la gente no mejoró. A fines de 2010 hubo fuerte inflación de alimentos y los servicios, particularmente eléctrico.

## Incidentes y represión
Aunque las autoridades reprimieron la primera gran movilización del 18 de febrero utilizando granadas lacrimógenas, no hubo mayores incidentes. Al día siguiente, sin embargo, se produjeron enfrentamientos entre policías y manifestantes en Balbala, un suburbio de la capital. Un manifestante y un policía murieron en los incidentes.